# حرائق غابات نيفادا 2018
حرائق غابات نيفادا 2018 بدأ موسم حرائق الغابات لعام 2018 في ولاية نيفادا في الولايات المتحدة، في يونيو 2018 وانتهى في نوفمبر 2018.
وشملت حرائق الغابات:
- مارتن فاير (4 يوليو - 2 أغسطس): الأكبر في تاريخ الولاية حيث تم حرق 439.000 فدان (178.000 هكتار).
- حريق بون سبرينغز (4 يوليو - 9 يوليو).
- حريق شوغارلوف الجنوبي (17 أغسطس - سبتمبر).
- حريق المستعمرة العليا (17 يونيو - 22 يونيو).